# Dománovice
Dománovice jsou obec ležící v okrese Kolín asi 15 km severovýchodně od Kolína. Žije zde 112 obyvatel.
Východně od obce se nachází přírodní rezervace Dománovický les – ojedinělý zbytek přirozeného dubohabrového lesa.
Dománovice je také název katastrálního území o rozloze 2,78 km2.

## Historie
První písemná zmínka o obci pochází z roku 1378.

### Územněsprávní začlenění
Dějiny územněsprávního začleňování zahrnují období od roku 1850 do současnosti. V chronologickém přehledu je uvedena územně administrativní příslušnost obce v roce, kdy ke změně došlo:
- 1850 země česká, kraj Jičín, politický okres Nový Bydžov, soudní okres Chlumec [5]
- 1855 země česká, kraj Jičín, soudní okres Chlumec
- 1868 země česká, politický okres Nový Bydžov, soudní okres Chlumec
- 1939 země česká, Oberlandrat Kolín, politický okres Nový Bydžov, soudní okres Chlumec n.C. [6]
- 1942 země česká, Oberlandrat Hradec Králové, politický okres Nový Bydžov, soudní okres Chlumec n.C. [7]
- 1945 země česká, správní okres Nový Bydžov, soudní okres Chlumec n.C. [8]
- 1949 Pražský kraj, okres Kolín[9]
- 1960 Středočeský kraj, okres Kolín
- 2003 Středočeský kraj, obec s rozšířenou působností Kolín

### Rok 1932
Ve vsi Dománovice (234 obyvatel) byly v roce 1932 evidovány tyto živnosti a obchody: 2 hostince, košíkář, kovář, rolník, 2 obchody se smíšeným zbožím, spořitelní a záložní spolek pro Dománovice, trafika.

## Doprava
Dopravní síť
- Pozemní komunikace – Obcí prochází silnice III. třídy.

- Železnice – Železniční trať ani stanice na území obce nejsou.

Veřejná doprava 2011
- Autobusová doprava – V obci měla zastávku příměstská autobusová linka Kolín-Býchory-Žiželice (v pracovních dnech 12 spojů, o sobotách 1 spoj, v nedělích 3 spoje) (dopravce Okresní autobusová doprava Kolín, s. r. o.).

## Galerie

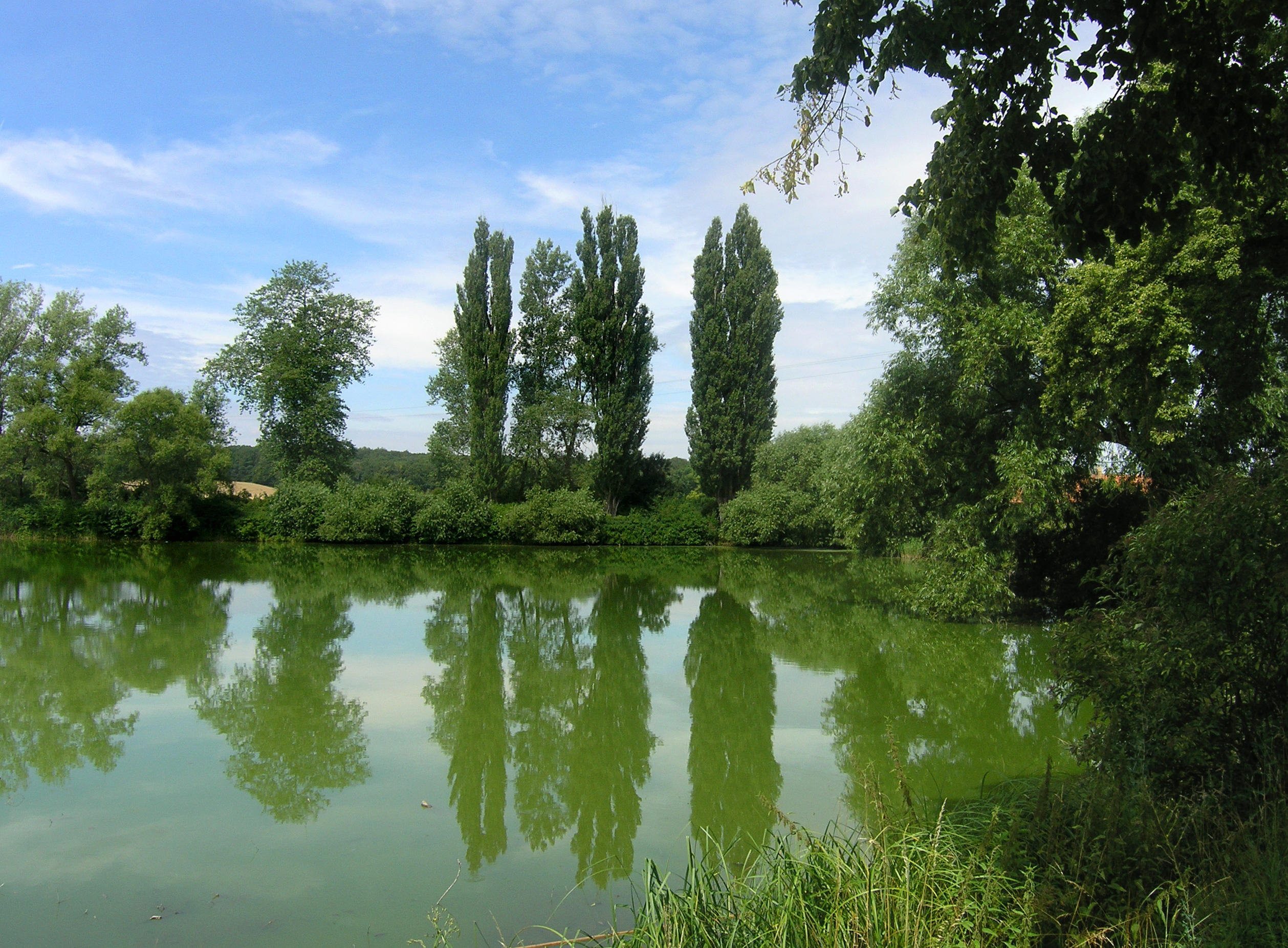
Obecní rybník
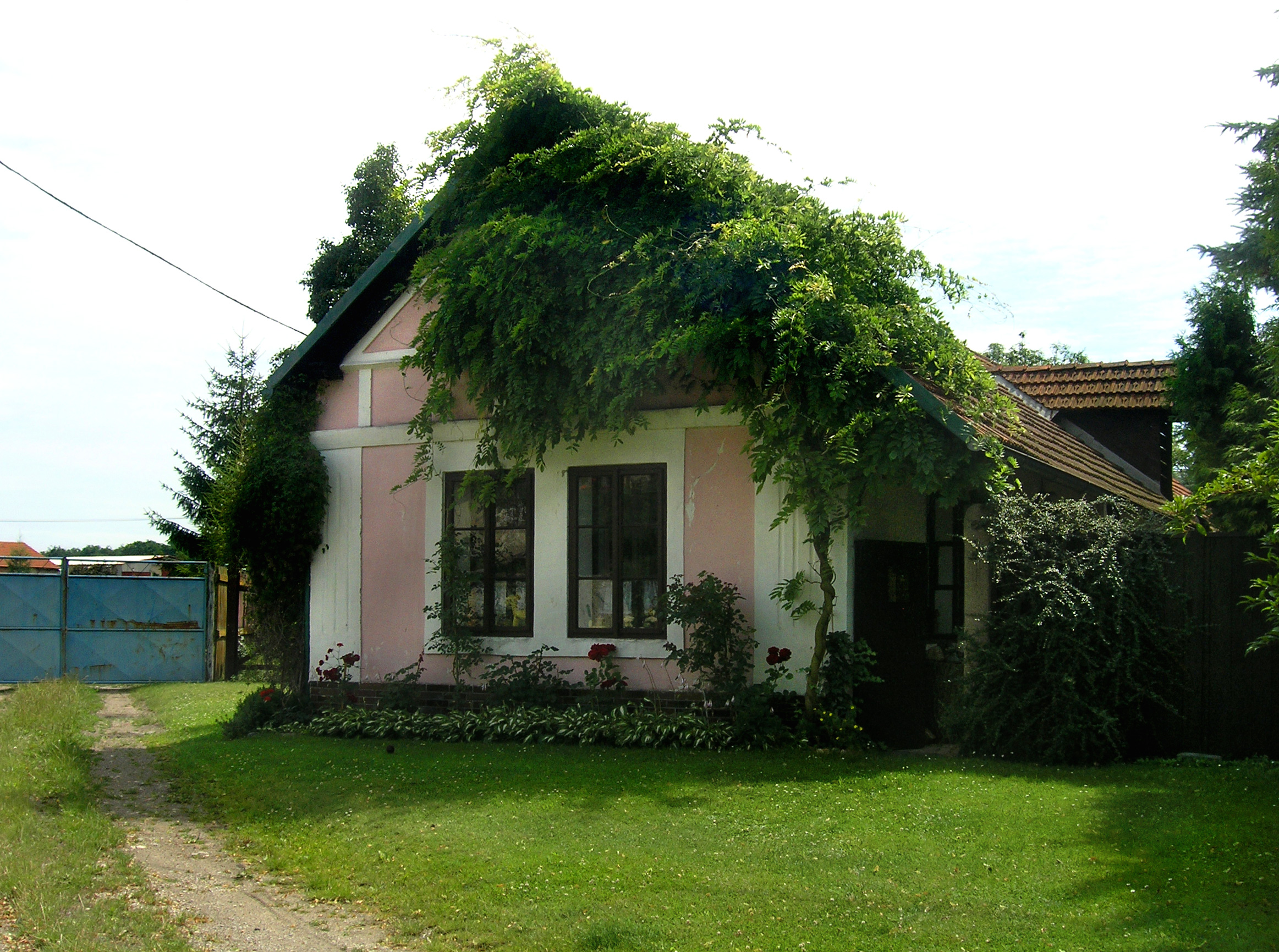
Chaloupka v severní části